# كريكيونينة
الكريكيونينة (الاسم العلمي: Coryciinae) هي تحت قبيلة من النباتات تتبع الفصيلة السحلبية من رتبة الهليونيات.

## أجناس الكريكيونينة
- الكريكيون